# Qilian Shan

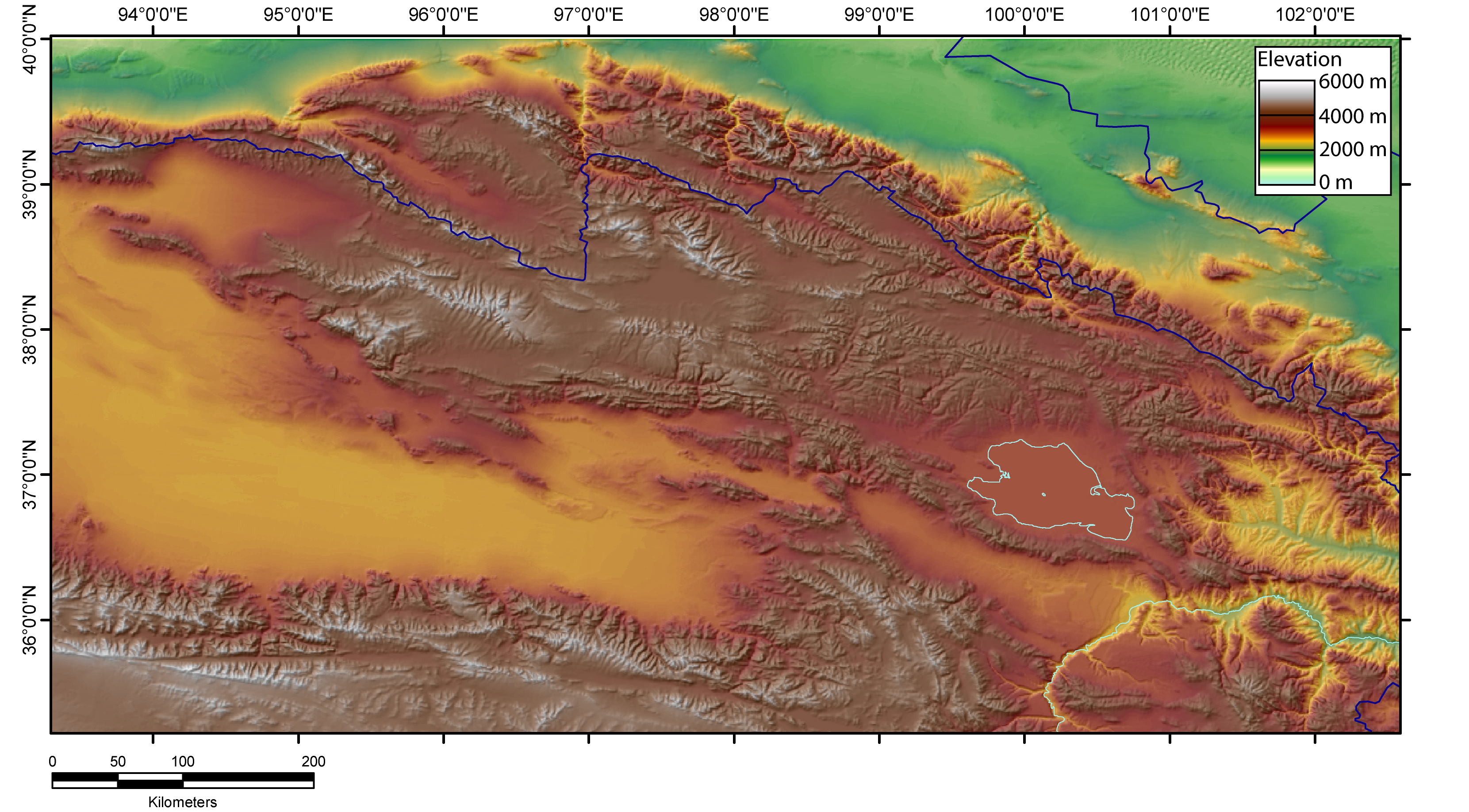
Carta topografica del Qilian Shan.

Il Qilian Shan (in cinese 祁連山T, 祁连山S, Qílián ShānP, Ch'i-lien ShanW, talvolta romanizzato in Tsilien Shan), noto anche, insieme all'Altyn-Tagh (Altun Shan), come Nan Shan (南山S, letteralmente «montagne meridionali»), in quanto situato a sud del corridoio di Hexi, è una propaggine settentrionale del Kunlun che forma il confine tra le province del Qinghai e del Gansu nella Cina settentrionale.

## Geografia
La catena si estende, da un punto a sud di Dunhuang, per circa 800 km a sud-est, formando la scarpata nord-orientale dell'altopiano tibetano e il confine sud-occidentale del corridoio di Hexi.
L'omonimo picco Qilian Shan, situato circa 60 km a sud di Jiuquan, a 39°12′N 98°32′E, culmina a 5547 m. È la cima più alta della catena principale, ma più a sud si trovano due cime più alte, il Kangze'gyai a 38°30′N 97°43′E con 5808 m e il Qaidam Shan a 38°02′N 95°19′E con 5759 m. Tra le altre cime importanti ricordiamo il Gangshika a est.
La catena del Nan Shan prosegue ad ovest con lo Yema Shan (5250 m) e l'Altun Shan (Altyn Tagh) (5798 m). Ad est, passa a nord del lago Qinghai, terminando, con il nome di Daban Shan e Xinglong Shan, nei pressi di Lanzhou, con il monte Maoma Shan (4070 m) come propaggine orientale. Sezioni della Grande Muraglia della dinastia Ming corrono lungo le sue pendici settentrionali e a sud della propaggine settentrionale del Longshou Shan (3616 m).
Dal Qilian Shan nascono numerosi fiumi e torrenti, per lo più di piccole dimensioni, che scorrono verso nord-est, consentendo l'agricoltura irrigua alle comunità del corridoio di Hexi (corridoio del Gansu), per poi scomparire nel deserto dell'Alashan. Il più noto di questi corsi d'acqua è l'Ejin (Heihe). La regione ospita molti ghiacciai, il più grande dei quali è il Touming Mengke. Lo scioglimento di questi ghiacciai ha subito un'accelerazione negli ultimi decenni.
Tra queste montagne si trova il lago Hala, un grosso specchio d'acqua salmastra.
L'ecosistema caratteristico del Qilian Shan è stato descritto dal World Wildlife Fund come «foreste di conifere dei monti Qilian»
Biandukou (扁都口S) è un passo che attraversa il Qilian Shan ad un'altitudine di oltre 3500 m. Esso mette in collegamento la contea di Minle del Gansu a nord con la contea di Qilian del Qinghai a sud.

## Storia

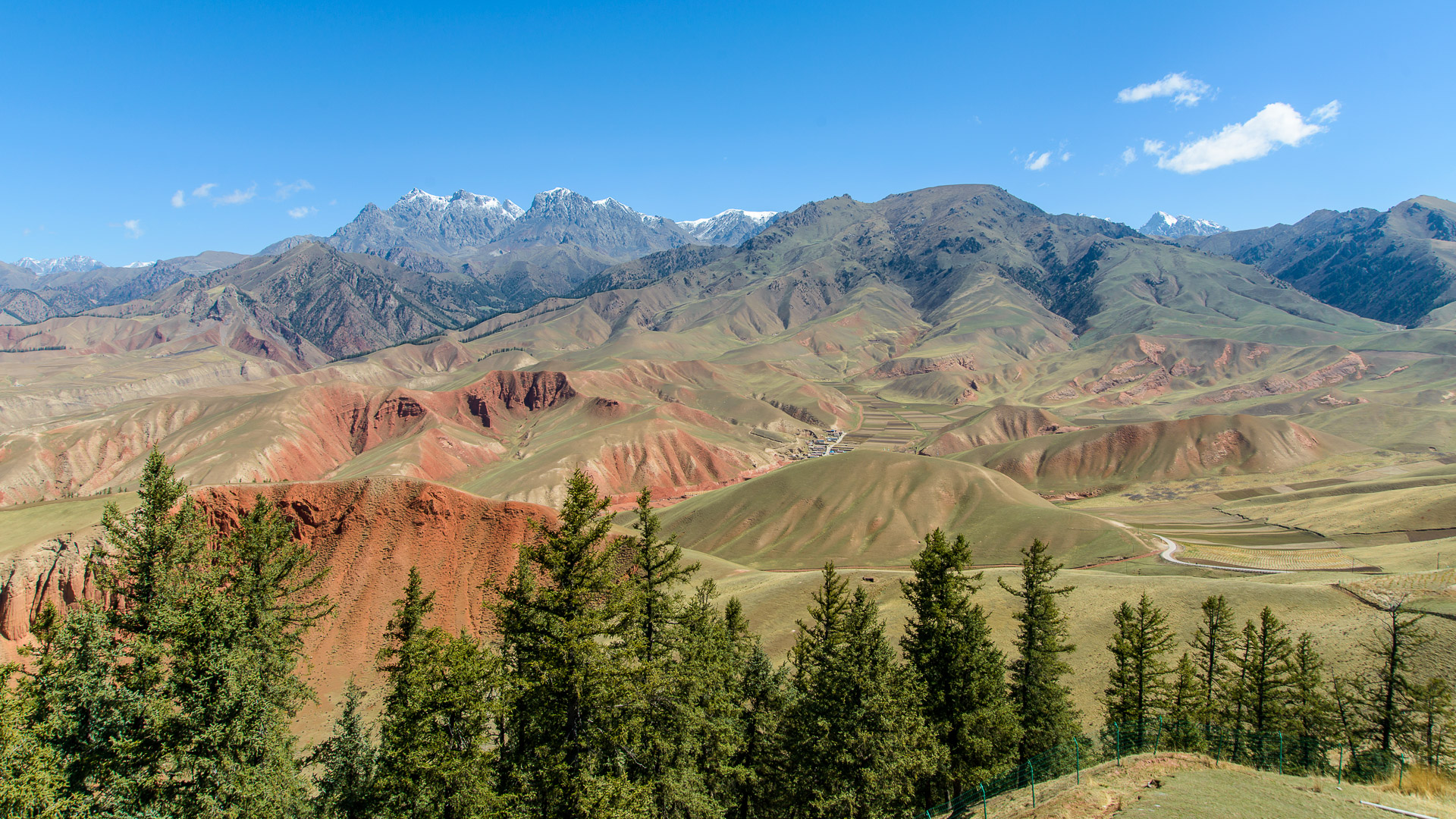
Veduta del Qilian Shan.

Lo Shiji menziona il nome «Qilian Shan» insieme a Dunhuang in relazione alla patria degli Yuezhi. Tuttavia, si ritiene che questo Qilian Shan sia la catena montuosa ora conosciuta come Tian Shan, 1500 km ad ovest. Si ritiene anche che Dunhuang sia in realtà il monte Dunhong, una cima non meglio identificata del Tian Shan citata nel Libro dei monti e dei mari. Secondo quanto affermato da Yan Shigu, un commentatore del Libro degli Han vissuto in epoca Tang, Qilian (祁连S) sarebbe una parola xiongnu che significa «cielo» (天S, tiānP). Sanping Chen (1998) ipotizzò che 天 tiān, 昊天 hàotiān, 祁連 qílián e 赫連 Hèlián fossero termini affini che discenderebbero dal proto-sinitico multisillabico *gh?klien. Schessler (2014) si oppone tuttavia all'affermazione di Yan Shigu secondo cui 祁連 fosse una parola xiongnu; secondo lo studioso, la giusta pronuncia di 祁連 intorno al 121 a.C. sarebbe stata *gɨ-lian, che ha in apparenza lo stesso etimo di 乾 (☰), il trigramma che significa «paradiso» – in cinese standard qián, cinese medio *gjän, cinese han orientale gɨan e cinese antico *gran –, che Schuessler fa derivare dal proto-sino-tibetano correlato al proto-tibeto-birmano *m-ka-n, affine al tibetano scritto མཁའ (traslitterazione Wylie: mkha'), «paradiso».
Nella zona del Qilian Shan risiedevano i Tuyuhun, una popolazione nomade imparentata con gli Xianbei.
In passato, nelle lingue europee, questa catena montuosa era nota come monti Richthofen, in onore di Ferdinand von Richthofen, l'esploratore-geografo zio del celebre Barone Rosso.
Dal Qilian Shan prende il nome la contea di Qilian del Qinghai.